# Pseudoxiphophorus
Pseudoxiphophorus is een monotypisch geslacht van straalvinnige vissen uit de familie van de levendbarende tandkarpers (Poeciliidae).

## Soorten
- Pseudoxiphophorus obliquus (Rosen, 1979)